# Mehri Maftoen
Mehri Maftoen (Badachsjan, 1962) is een Afghaans musicus.

## Carrière
Maftoen is gespecialiseerd in authentieke instrumenten, in het bijzonder de dambura (tweesnarige luit), het harmonium en de ghichak (tweesnarige viool). Hij combineert de muziekstijlen uit de regio Badachsjan (Noord-Afghanistan) zowel met elkaar als met muzikale elementen van verschillende etnische oorsprong uit andere Centraal-Aziatische regio's.
In het westen is Maftoen vooral bekend als instrumentalist; in Afghanistan staat hij ook bekend als zanger. Zijn teksten variëren van romantisch en humoristisch tot sociaal–kritisch.
Maftoen heeft weten te overleven in een land waar muziek werd verboden door de Taliban. "Voor zijn muzikale talenten en voor zijn rol als cultuurdrager van de traditionele muziek uit Noord-Afghanistan" werd hij in 2001 onderscheiden met een Prins Claus Prijs.
Maftoen trad verschillende malen op in Nederland, waaronder in 2001 in Arnhem.

## Discografie (selectie)
- 2005: Music From Afghan Badaksh